# August Kraus

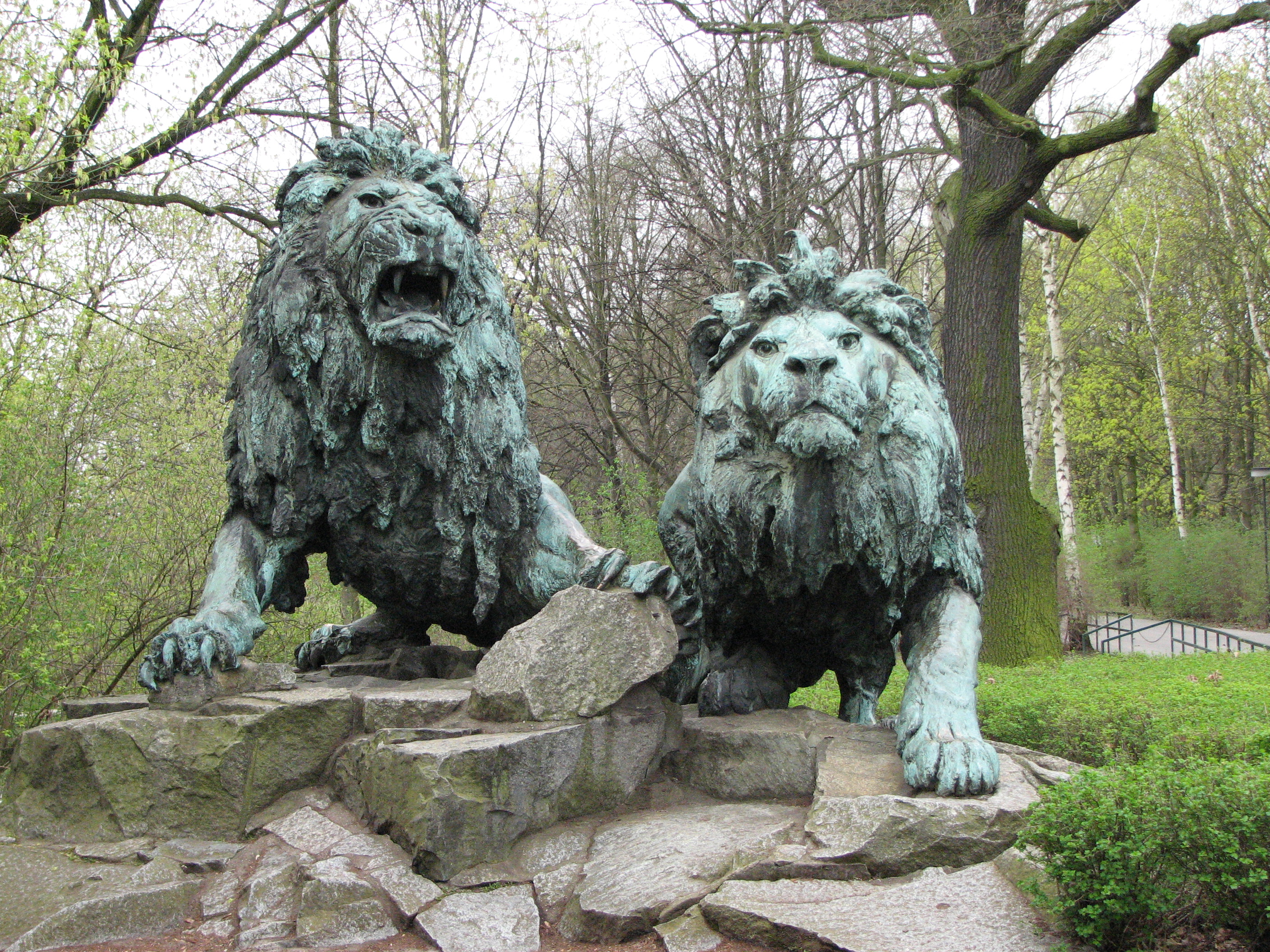
grupa lwy

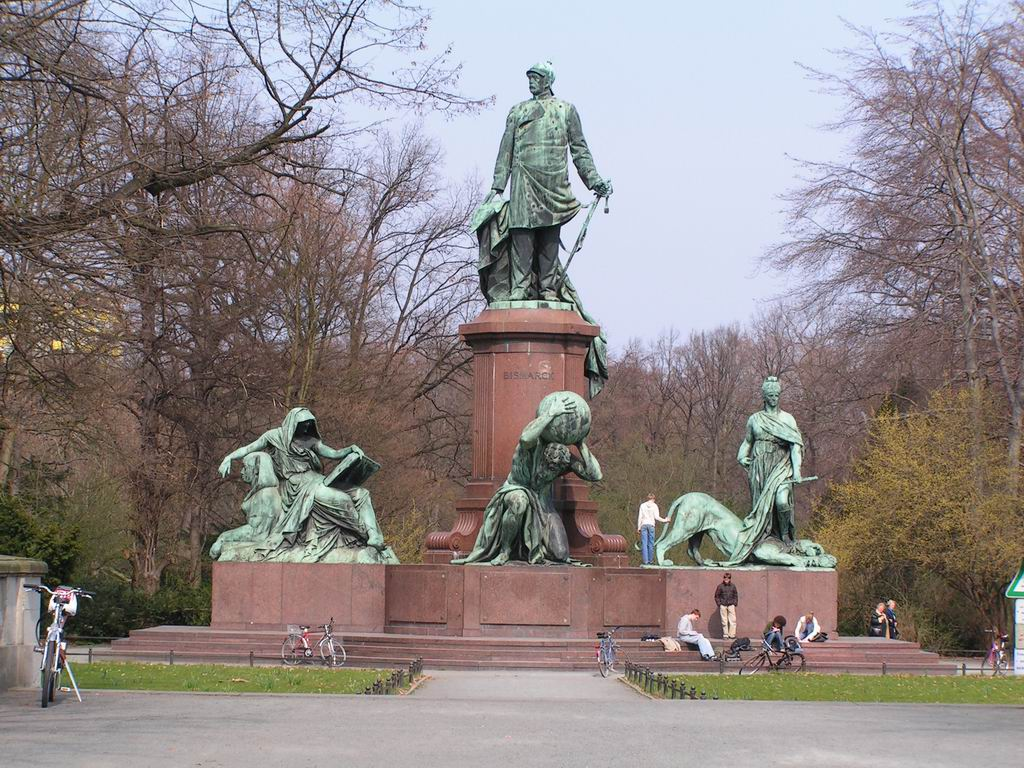
pomnik Bismarka w Berlinie

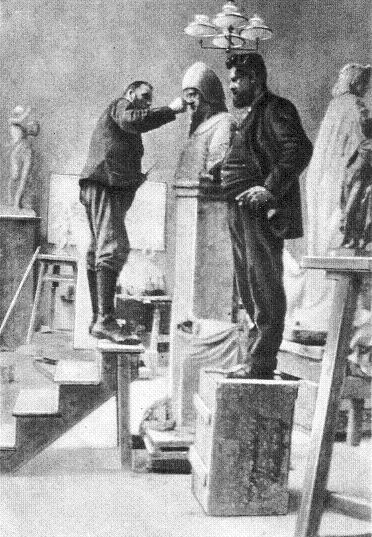
Zille pozuje artyście do Wedigo von Plotho

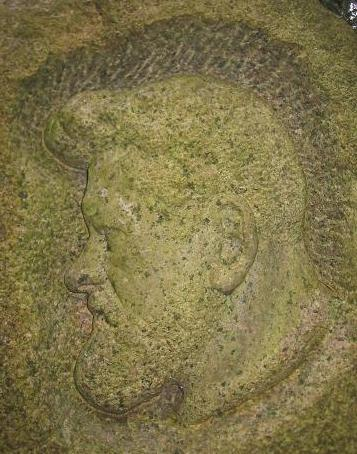
relief na nagrobku przyjaciela Heinricha Zille

August Kraus (ur. 9 lipca 1868 w dzielnicy Ruhrort, dzisiaj Duisburg, zm. 8 lutego 1934 w Berlinie) – niemiecki rzeźbiarz.

## Życiorys
Kraus był synem woźnicy. Dzieciństwo spędził w Ruhrort, zanim rodzina nie przeprowadziła się do Baden-Baden. Tam pobierał w 1882 naukę rzeźby w kamieniu u kamieniarza. W 1883 po przeprowadzce rodziny do Strasburga, kontynuował naukę u Johanna Riegera i równolegle uczył się do 1887 w państwowej szkole rzemiosła artystycznego. Od 1887 do 1891 studiował w berlińskiej Akademii Sztuki, gdzie był w ostatnim semestrze uczniem Ernsta Hertera, a następnie w atelier Reinholda Begasa, "z cienia którego nie wyszedł do 1900".
Jednym z pierwszych dużych zamówień, które Kraus dostał, był projekt pomnika dla cesarskiej floty. Pomnik miał upamiętnić kanonierkę SMS Iltis, która zatonęła podczas tajfunu w pobliżu Szanghaju (Kap Shandong). Spośród 85 członków załogi uratowano jedynie 14. Monument odsłonięto w obecności Henryka Pruskiego 21 listopada 1898. Zburzono go w czasie I wojny światowej.
Otrzymana w roku 1900 Nagroda Państwowa Pruskiej Akademii Sztuki dała artyście materialną i artystyczną niezależność. Pięcioletnie stypendium i pobyt w Rzymie przyczyniły się do rozwoju własnego stylu i przyłączenia się do nurtu neoklasycystycznego takich artystów jak Adolf von Hildebrand, Louis Tuaillon czy August Gaul, którzy torowali drogę nowoczesnej sztuce. W 1906 Kraus wrócił do Berlina.
W roku 1908 stworzył Kraus Männeken pis, której to rzeźby mieszkańcy Duisburga nie chcieli zaakceptować „ze względów obyczajowych”. Dopiero w 1952, po wielu zmianach lokalizacji, znalazło się miejsce dla tej 90-centymetrowej rzeźby z brązu w Mercatorhalle. Według relacji córki artysty, nie jest to kopia oryginału z Brukseli, lecz rzeźba z natury, do której pozował syn rzeźbiarza.
Odcinając się od swojej neobarokowej wczesnej twórczości i szkoły swojego mistrza Reinholda Begasa, zmierzał Kraus konsekwentnie ku secesji. W latach 1911–1913 był przewodniczącym tego ruchu (Secesja Berlinska)
Następnie razem z przyjacielem Heinrichem Zille, skierowali się ku Wolnej Wecesji (Freie Secession).
Między 1914 i 1920 Kraus był dyrektorem Rauch-Museum, a związek rzeźbiarzy wybrał go swoim pierwszym przewodniczącym.
Po dojściu Hitlera do władzy, został w listopadzie 1933 radcą prezydialnym Ministerstwa Kultury Rzeszy. W tym samym roku został też przewodniczącym Wydziału Sztuk Pięknych "oczyszczonej" Akademii Nauk, której przewodniczącym był już od jakiegoś czasu. Piastując te funkcje 3 listopada 1933 podpisał deklarację lojalności wobec Adolfa Hitlera.
August Kraus zmarł w lutym 1934 i został pochowany na cmentarzu Friedhof-Heerstrasse w okręgu Charlottenburg-Wilmersdorf w Berlinie. Za zasługi otrzymał nagrobek honorowy.

## Dzieła
- W 1895 i 1897 współpraca przy zniszczonym pomniku Kaiser-Wilhelm-Nationaldenkmal, m.in. grupa saksońska, koń i dwie grupy orłów – razem z August Augustem Gaulem
- Dwie grupy lwów również z Augustem Gaulem[7] od 1963 w Tierpark Friedrichsfelde[8]
- 1898 – pomnik SMS Iltis dla Szanghaju
- 1898 – statuetka Heinricha Zille

Prace w berlińskiej Alei Zwycięstwa
- 1900 – grupa figur m.in. Henryk II jako dziecko
- 1901 – grupa pomnikowa (prawdopodobnie postać środkowa Kaiser WilhelmII)
- do 1901 współpraca przy pomniku Bismarka oraz pomniku Bernharda Moltke
- 1901 – Zawiązująca sandał rzeźba w brązie – ogród miejski w Düsseldorfie od 1932 w parku nadreńskim (Rheinpark), od 1961 w parku Schwanenspiegel w pobliżu Graf-Adolf-Platz
- 1903 – rzymski pasterz, brąz w Kunsthale w Bremie
- 1904 – rzymski gracz w boccia[9]
- 1908 – wewnętrzna wykładzina marmurowa sarkofagu w grobowcu rodzinnym przemysłowca Heinricha Lanza w Mannheim[10][11]
- 1908 – ustawiony dopiero w 1952 Manneken pis, brąz w Duisburgu
- 1910 – Postać stojąca Heinricha Lanza na terenie fabryki w Mannheim-Lindenhof[10]
- 1910 – popiersie Heinricha Lanza szpitalu diakoniss w Mannheim[10]
- po 1918 – dwa pomniki wojenne dla Treuenbrietzen i Saarbrücken
- 1921 – figura górnika na grobowcu rodziny Poensgen – południowo-zachodni cmentarz w Stahnsdorf
- 1922 – popiersie Carla Reuthera (przemysłowiec z Mannheim) – wł. prywatna
- 1923 – popiersie dr Ericha Kunheima, Fabryka chemiczna Kuhnheima w Berlinie dzisiaj Kali-Werke – wł. prywatna
- 1926–1928 – chłopiec z kozą, brąz (ponowny odlew w 1955)[12]
- 1929 – nagrobek Heinricha Zille

Studnie i fontanny:
- Stary zamek w Allenstein
- Augustaplatz Baden-Baden
- Marbach nad Jeziorem Bodeńskim

Prace medalierskie
- 1916 brązowy odlew medalu, 79,5 mm: Alfons Mumm von Schwarzenstein (1859–1924), (dyplomata członek der dynastie szampanskiej w Reims oraz we Frankfurcie)

W nieznanych miejscach znajdują się m.in.:
- popiersie Wilhelma II
- popiersie admirała Karla Rudolfa Brommy'ego
- popiersie Eduarda von Knorra
- popiersie generała Alexandra von Klucka[13]
- popiersie ambasadora Mumma von Schwarzensteina[13]

## Wystawy i nagrody
- 1896 – Cesarska Nagroda za uzupełnianie Antyków (Kaiserpreis zur Ergänzung der Antiken) – Pierwsza nagroda
- 1899 – reprezentowany na pierwszej i następnych wystawach berlińskiej secesji
- 1900 – Wielka Nagroda Państwowa (pięcioletnie stypendium w Rzymie) m.in. za grupę rzeźb w Alei Zwycięstwa w Berlinie
- 1900 – na Wystawie Światowej w Paryżu wystawiono odlew gipsowy jego rzeźby Henryka II z Alei Zwycięstwa

## Upamiętnienie

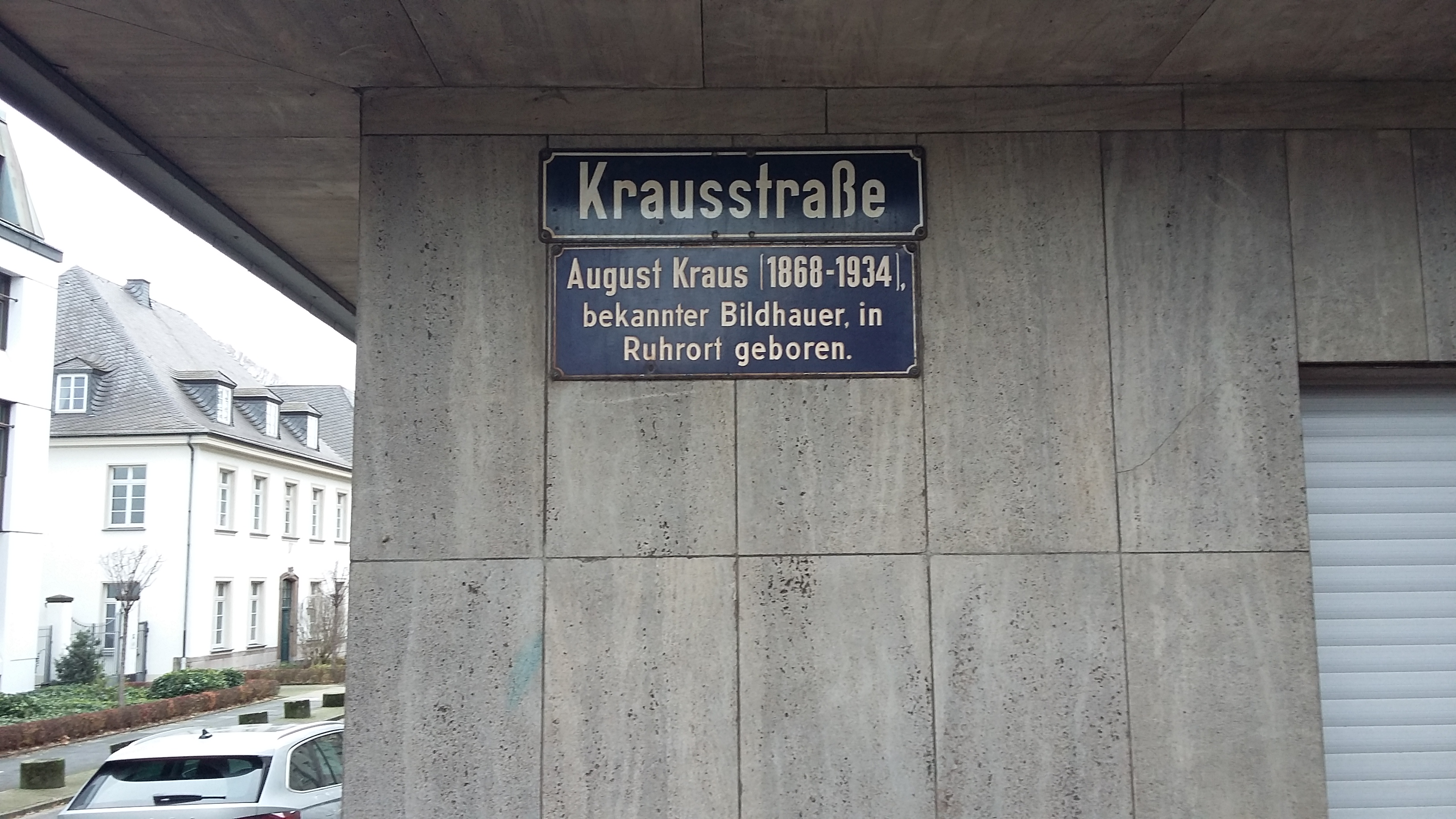
August Kraus, tablica pamiątkowa.

Augustowi Kraus została zadedykowana jedna z ulic na Ruhrorcie – Krausstraße.